# 近畿医療専門学校
近畿医療専門学校（きんきいりょうせんもんがっこう）は大阪市北区にある、柔道整復師・鍼灸師を養成する専修学校。
学校法人近畿医療学園。ユニークな教育、経営方針を取り、「医療業界のビジネススクール」をスローガンに掲げ、スポーツ医療とリハビリテーション科のエキスパートとして知られる医療法人誠真会・関目病院との間に医療連携体制の構築や、2019まで上海中医薬大学との教育連携も行われていた。
2020年より女子柔道52kg級　阿部  詩に対して、近畿医療専門学校所属の森和輝を柔道では初となる付き人として帯同させ、東京オリンピックの優勝をサポートした。
2022年よりJリーグJ1所属のセレッソ大阪のオフィシャルパートナーとして同チームの選手のケアを含めたサポート体制を構築した。

## 概要
関連会社に小林整骨院グループを40店舗を展開する株式会社KMCを母体とし、小林式背骨矯正法（スポーツ活法）の発案者である小林英健を理事長とする。
小林整骨院グループ院と連携を行うほか、医療法人誠真会 関目病院を提携病院とする。
「活用してこその資格・役立ってこその施術」を謳い、現場の第一線で活躍する柔道整復師や医師、スポーツトレーナーを講師に迎え、即戦力となる人材を育成するとしている。単に柔道整復師や鍼灸師の養成だけにとどまらず、柔道のオリンピック金メダリスト斉藤仁を特別顧問に招いたり、元プロ野球選手が在学中にプロ野球選手のパーソナルトレーナーになった例を輩出するなど、職業としては成り立っていないとされるスポーツトレーナーの育成やスポーツ選手との密接な関係を構築している点を特徴とする。
学生らの各人各様の目的や就職希望に細かく対応するために、在学中の教育サポートでは、インターンシップや業界体験プログラムを充実させ、その一環としてプロ野球関西独立リーグに所属する三田市の「神戸三田ブレイバーズ」とも提携を行い、同校の講師がスポーツトレーナーとして施術を行い、その現場に学生が立ち会い体験できるようなシステムが設けられている。
学生らの各人各様の目的や就職希望に細かく対応するために、在学中の教育サポートでは、インターンシップや業界体験プログラムを充実させ、その一環としてプロ野球関西独立リーグに所属する三田市の「兵庫ブレイバーズ」とも提携を行い、同校の講師がスポーツトレーナーとして施術を行い、その現場に学生が立ち会い体験できるようなシステムが設けられている。
2011年開設の鍼灸学科には、伝統的中医学ゼミ、経絡治療ゼミに加え、スポーツ鍼灸ゼミ、美容鍼灸ゼミなど多彩なゼミ形式での授業が行われている。
2012年7月には、関目病院と同校との間で医療連携体制が整えられ、学生は西洋医学の現場が体験できるようになった。
2012年7月、関目病院と同校との間で医療連携体制が整えられ、学生は西洋医学の現場が体験できるようになった。
3年次に通常のカリキュラムに加え、関目病院での5日間連続での整形外科の医療現場で、診察、治療、リハビリまでの流れを体験できるほか、通常公開されない外科手術を見学できる。また、関目病院の医師が、同校講義を受け持つこともある。
こうした試みは、全国に先駆けて行われたもので珍しい試みであった。

関目病院との医療連携のほか、WHO世界伝統医学研修センターとして機能する中国の上海中医薬大学との教育連携も行われ、
同大学への毎年11月の短期留学制度が設けられ、鍼灸、推掌、骨傷などの臨床実習を受講できるほか、人体解剖実習が体験できた。
また、同校の方針として技術力のみならず独立後の経営力が重要と位置づけ、開業後に必要な経営、運営管理、人材教育、経営分析などの
経営マネージメントまでを視野に入れた教育を在学中と卒業後も継続して受けられるシステムを取り入れている。
2022年よりJリーグJ1所属のセレッソ大阪のオフィシャルパートナーとして同チームの選手のケアを含めたサポート体制を構築。
2023年セレッソ大阪代表取締役社長　森島 寛晃が特別講師に就任

### 女子柔道52kg級　阿部  詩のサポートを実施
近畿医療専門学校職員が須磨学園夙川中学校・高等学校の柔道部のコーチを務めていた関係で在学中だった
女子柔道52kg級　阿部 詩選手のサポートを実施していた。2020年から近畿医療専門学校所属の森和輝を柔道では初
となる付き人として帯同、合宿や海外遠征などのサポートを行った他、系列の整骨院での施術を実施し身体のメンテナンスを
行うなど公私共にサポート、2021年の東京オリンピックでは兄の阿部一二三選手との兄弟優勝をサポートした。

### Jリーグプロサッカークラブ「セレッソ大阪」とのスポンサー契約
同校は、Jリーグ　J1所属プロサッカークラブ「セレッソ大阪」とオフィシャルパートナーとして選手のサポート付きのスポンサー契約を交わしている。小林英健が同クラブ主力選手のケアを行っている。
また、2023年からは、セレッソ大阪の代表取締役　森島 寛晃が特別講師として就任し、特別講義を実施予定である。

### 日本スポーツ科学との連携による西日本初のスポーツ科学コースの開設
スポーツ科学の第一人者である、株式会社　日本スポーツ科学社長　山下 典秀と連携し、2020年4月にスポーツ科学の専門コースを開設
西日本初となるスポーツ科学のラボを併設したコースとなる。

### 成田緑夢
平昌パラリンピックの男子スノーボードバンクドスラローム金メダリストである成田緑夢が所属していた。成田の海外遠征費などを支援してきたが、成田と同校との出会いは、2015年に同校理事長である小林英健が、成田が2005年にトランポリンの着地失敗で左足の膝から下が動かせなくなる障害を負ったことが原因で左足をかばって生じた体のゆがみを、小林が骨格矯正したことに始まる。それ以来、ほぼ毎月、小林の元に通い、2016年末からは近畿医療専門学校が成田を援助（スポンサー契約）していた。

## 沿革
- 2008年4月 - 柔道整復師の道に入った小林英健により開校[2][3]。
- 2011年4月 - 鍼灸学科開設[3]。
- 2012年 - 9月、小林整骨院グループ、小林式背骨・骨盤矯正法セミナー、学校法人近畿医療学園・近畿医療専門学校の屋号を株式会社KMCとする[1]。
- 2020年4月 - 柔道整復学科にスポーツ科学コースを設立。
- 2021年4月 -日本体育大学名誉教授清原伸彦が校長に就任する。
- 2021年7月 -東京オリンピックにてスポーツトレーナーとして小林英健が女子柔道　阿部詩選手のサポートを実施。 　　　　　　フェンシングサーブル日本代表の合宿に帯同する。

## 学科
- 柔道整復学科（午前コース・午後コース・スポーツ科学コース（2020年4月新設））
- 鍼灸学科（午前コース・午後コース）（以上[8]）

## 所在地
- 〒530-0047　大阪府大阪市北区西天満5-3-10

最寄り駅　大阪メトロ　谷町線・堺筋線　「南森町駅」　徒歩3分
　　　　　JR東西線　「大阪天満宮駅」　徒歩5分